# Zomicarpa
Zomicarpa Schott – rodzaj bylin, geofitów, należący do rodziny obrazkowatych, obejmujący 3 gatunki endemiczne dla północno-wschodniej Brazylii.

## Morfologia
ŁodygaRośliny tworzą podziemne bulwy pędowe.
LiścieKilka liści o blaszce trójlistkowej lub wachlarzowatopalczastej. Listki z wyraźnymi żyłkami brzegowymi.
KwiatyOd 3 do 5 kwiatostanów typu kolbiastego pseudancjum pojawia się przed liśćmi lub razem z nimi. Szypułki niemal równe długości liści lub dłuższe od nich. Pochwa kwiatostanu zwężona, czasami łukowato wygięta, lancetowata, otwiera się w okresie kwitnienia. Kolba trochę krótsza od pochwy. Kwiaty żeńskie położone swobodnie, sąsiadują z kwiatami męskimi. Wyrostek kolby gładki lub pokryty prątniczkami. Kwiaty męskie 1-2-pręcikowe. Kwiaty żeńskie 6-9-zalążkowe, z szerokim znamieniem słupka. Egzyna pyłku zbudowana ze sporopolenin.
OwoceWgłębiono-kuliste, białawe jagody z kilkoma nasionami. Nasiona jajowate do podłużno-eliptycznych. Łupina gładka, cienka, przezroczysta. Zarodek wydłużony, częściowo zielony. Bielmo duże, zielone, skrobiowe.
GenetykaLiczba chromosomów 2n = 20.

## Systematyka
Rodzaj należy do plemienia Zomicarpeae z podrodziny Aroideae w rodzinie obrazkowatych.
Gatunki
- Zomicarpa pythonium (Mart.) Schott
- Zomicarpa riedelianum Schott
- Zomicarpa steigeriana Maxim. ex Schott